# KkStB-Tenderreihe 19
Die kkStB-Tenderreihe 19 war eine Schlepptenderreihe der kkStB, deren Tender ursprünglich von der Eisenbahn Pilsen–Priesen(–Komotau) (EPPK) stammten.
Die EPPK beschaffte diese Tender 1872 von Sigl in Wien und 1876 von Ringhoffer in Prag-Smichov. 
Nach der Verstaatlichung der EPPK reihte die kkStB die Tender als Reihe 19 ein.
Die Tender blieben immer mit den Lokomotiven der ehemaligen EPPK gekuppelt (vgl. Tabelle).